# Encyclopedia of Russian History
Encyclopedia of Russian History (Энциклопедия русской истории) — 4-томное энциклопедическое издание по русской истории, вышедшее в 2003 году. Переиздано в 2004 году.

## Описание
Энциклопедия содержит в себе около 1500 статей по разным направлениям русской истории от зарождения Руси до постсоветской России, таким как — сельское хозяйство (включая сельское хозяйство в Древней Руси и в Русском царстве), архитектура, экономика, образование (включая образование в Древней Руси, в Российской империи и в СССР), наука и техника, международные отношения, исторические события и люди (правители, военачальники, учёные, писатели, художники и др.), закон и судебная власть, литература, войны и крупные сражения, музыка, политическая организация и курс, регионы, нации и национальности, религия, изобразительное искусство и пр.
Среди авторов статей — ведущие учёные в области истории, русистики, военной истории, экономики, обществознания, литературы, философии, музыки, истории искусств и пр. (более 500 учёных из 16 стран мира).
Четыре тома оснащены около 500 иллюстраций, в числе которых более 300 чёрно-белых карт и фотографий, иллюстрирующих содержание, и цветные вставки, изображающие, по выражению Д. Р. Миллара — «красоту и размах» народов России, искусства и архитектуры, а также картины, иллюстрирующие наиболее важные военные и политические события.
Словник в энциклопедии значительно обновлён, по отношению к традиционным, в ранних англоязычных изданиях.
Активную институциональную и личную поддержку в реализации проекта по созданию «Энциклопедии русской истории» оказал директор Института европейских, российских и евразийских исследований Университета Джорджа Вашингтона Д. М. Голдгайер. Профессор Хьюстонского университета П. Р. Грегори отметил высокий уровень редакторской работы Д. Р. Миллара, а также его способность эффективно работать с коллективами учёных, что подтверждается фундаментальной «Энциклопедией русской истории».
Энциклопедия вошла в список «Выдающихся справочных источников» (англ. Outstanding Reference Sources) за 2004 год, отобранных Комитетом по справочным источникам и отмеченных как высококачественные справочные работы.
В 2005 году Российской государственной библиотекой были сделаны микроформы всех четырёх томов энциклопедии.

## Редакция
| Главный редактор - Д. Р. Миллар (Университет Джорджа Вашингтона) Старший помощник редактора - Э. Э. Робертсон (Университет Джорджа Вашингтона) Помощники редактора - Д. Х. Кайзер (Гриннеллский колледж) - Л. МакРейндольдс (Гавайский университет) - Д. Д. Роли (Университет Северной Каролины в Чапел-Хилле) - Н. В. Рязановский (Калифорнийский университет в Беркли) - Р. Г. Суни (Чикагский университет) | Консультативный совет - М. Тэкс Чолдин (Иллинойсский университет в Урбане-Шампейне) - Л. Г. Фриз (Брандейский университет) - П. Р. Грегори (Хьюстонский университет) - Л. Хьюз (Университетский колледж Лондона) - П. Р. Джозефсон (Колледж Колби) - Д. Л. Б. Мартин (Университет Майами) - Б. У. Меннинг (Командно-штабной колледж армии США) - Б. Н. Миронов (Российская академия наук) - Р. Е. Зельник (Калифорнийский университет в Беркли) |

## Тома
| Четыре тома сведены в одну книгу - Том 1, A—D. — с. 1—424. - Том 2, E—L. — с. 425—882. - Том 3, M—R. — с. 883—1342. - Том 4, S—Z. — с. 1343—1828. | ISBN по томам - Том 1. — ISBN 0-02-865694-6. - Том 2. — ISBN 0-02-865695-4. - Том 3. — ISBN 0-02-865696-2. - Том 4. — ISBN 0-02-865697-0. |